# جيوفاني أليوتي
جيوفاني أليوتي (بالإيطالية: Giovanni Aleotti) (و. 1999  م) هو دراج إيطالي، ولد في ميراندولا.

## التصنيف
| السنة     | 2018 | 2019 | 2020 | 2021 | 2022 | 2023 | 2024 |
| --------- | ---- | ---- | ---- | ---- | ---- | ---- | ---- |
| عالمي     | 2438 | 273  | 494  | 139  | 214  | 331  | 184  |
| أوروبا    | 1631 | 221  | 405  | 118  | 175  | -    | -    |
|           |      |      |      |      |      |      |      |
| مصدر: UCI |      |      |      |      |      |      |      |

## سجل الفوز

### سباقات أو مراحل فاز بها
| التاريخ        | السباق                                | المركز                                                 |
| -------------- | ------------------------------------- | ------------------------------------------------------ |
| 22 أبريل 2019  | 2019 Giro del Belvedere               | المركز الثاني                                          |
| 23 أبريل 2019  | 2019 Gran Premio Palio del Recioto    | المركز الثالث                                          |
| 05 مايو 2019   | 2019 Carpathian Couriers Race         | المركز الثاني                                          |
| 23 يونيو 2019  | طواف إيطاليا للدراجات تحت 23 سنة 2019 | التاسع في تصنيف أفضل شاب                               |
| 25 أغسطس 2019  | تور دي أفينير 2019                    | المركز الثاني                                          |
| 05 سبتمبر 2020 | طواف إيطاليا للدراجات تحت 23 سنة 2020 | الرابع في التصنيف العام، السادس في تصنيف الجبال        |
| 16 مارس 2021   | تيرينو ادرياتيكو 2021                 | الثامن في تصنيف أفضل شاب                               |
| 06 يوليو 2021  | طواف سيبيو للدراجات 2021              | الفائز في التصنيف العام، الفائز في ترتيب النقاط للشباب |
| 18 يوليو 2021  | سيتيمانا سيسليستا إيتاليانا 2021      | الفائز في ترتيب النقاط للشباب، المركز الثالث           |
| 01 أغسطس 2021  | سيركويتو دي جيتكس 2021                | المركز الثاني                                          |
| 05 يوليو 2022  | طواف سيبيو للدراجات 2022              | الفائز في التصنيف العام، الفائز في ترتيب النقاط        |
| 16 يونيو 2024  | طواف سلوفينيا 2024                    | الفائز في التصنيف العام، الفائز في ترتيب النقاط        |